# めちゃくちゃ恋するハンターズ
『めちゃくちゃ恋するハンターズ』（原題: Teenage Bounty Hunters、ティーンエイジ・バウンティ・ハンターズ）は、2020年に配信されたアメリカ合衆国のテレビドラマシリーズ。学生生活と賞金稼ぎを両立する双子の姉妹を描く。原作・制作はキャスリーン・ジョーダン、出演はマディ・フィリップス、アンジェリカ・ベティ・フェリーニ、カディーム・ハーディソン、ヴァージニア・ウィリアムズなど。2020年8月14日にNetflixオリジナル作品として全世界へ配信された。同年10月、第1シーズン限りで打ち切りとなったことが発表された。

## あらすじ
南部のエリート高校に通う双子の姉妹スターリングとブレアは、父の車で交通事故をおこしてしまう。事故の相手は賞金稼ぎのバウザーが狙う悪党だった。バウザーはスターリングとブレアを賞金ハンターだと思い込み、仲間として迎え入れる。姉妹は父の車の修理代を稼ぐため賞金稼ぎとして働き始める。

## キャスト

### メイン
スターリング
演 - マディ・フィリップス、日本語吹替 - 斎藤綾
ブレア
演 - アンジェリカ・ベティ・フェリーニ、日本語吹替 - 田野アサミ
バウザー
演 - カディーム・ハーディソン、日本語吹替 - 後藤光祐
デビー
演 - ヴァージニア・ウィリアムズ、日本語吹替 - 木村香央里

### リカーリング
ルーク
演 - スペンサー・ハウス
アンダーソン
演 - マッケンジー・アスティン、日本語吹替 - 木内太郎
エイプリル
演 - デヴォン・ヘイルズ、日本語吹替 - 清水理沙
マイルス
演 - マイルズ・エヴァンス
テランス
演 - メソッド・マン
ヨランダ
演 - シャーリー・ルミアーク、日本語吹替 - 小若和郁那

## エピソード
| 通算 話数 | タイトル                                               | 監督                | 脚本             | 公開日        |
| --------- | ------------------------------------------------------ | ------------------- | ---------------- | ------------- |
| 1         | "パパのトラック" "Daddy's Truck"                       | Jesse Peretz        | Kathleen Jordan  | 2020年8月14日 |
| 2         | "ジェニングスって何" "What's a Jennings"               | Mark A. Burley      | Robert Sudduth   | 2020年8月14日 |
| 3         | "落ちこぼれの気持ち" "This Must Be How Dumb Kids Feel" | Andrew DeYoung      | Shane Kosakowski | 2020年8月14日 |
| 4         | "ほぼ冥王星" "Basically Pluto"                         | Lauren Morelli      | Aziza Barnes     | 2020年8月14日 |
| 5         | "死ぬことは悪い事" "Death Is Bad"                      | Rebecca Asher       | Zoë Jarman       | 2020年8月14日 |
| 6         | "討論大会とヒミツの快感" "Master Debater"              | Angela Barnes Gomes | Earl Davis       | 2020年8月14日 |
| 7         | "ヤッてたとかヤッてないとか" "Cleave or Whatever"      | Diego Velasco       | Megan King Kelly | 2020年8月14日 |
| 8         | "メロドラマのように" "From Basic to Telenovela"        | Stephanie Laing     | Tara Herrmann    | 2020年8月14日 |
| 9         | "うちのハムはうまい" "Our Ham is Good"                 | Stephen Falk        | Jenji Kohan      | 2020年8月14日 |
| 10        | "甘くて酸っぱいもの" "Something Sour Patch"            | Nick Sandow         | Kathleen Jordan  | 2020年8月14日 |

## 製作
本作の撮影は2019年7月から10月にかけてジョージア州アトランタで行なわれた。

## 評価

### 批評
本作は批評集積サイトのRotten Tomatoesに7件のレビューがあり、批評家支持率は86%、平均点は10点満点で6.85点となっている。